# Championnat d'Afrique des nations féminin de handball 2004
Navigation
Maroc 2002 Tunisie 2006
La 16e édition du Championnat d'Afrique des nations féminin de handball a eu lieu au Caire (Égypte) du 8 au 18 avril 2004. Le tournoi réunit les meilleures équipes féminines de handball en Afrique et se déroule en même temps que le tournoi féminin. Ce championnat sert de qualification pour le championnat du monde 2005.
En finale, l'Angola s'impose nettement 31 à 20 face au Cameroun et remporte son 7e titre dans la compétition, le quatrième consécutif. La Côte d'Ivoire complète le podium et obtient la dernière place qualificative pour le championnat du monde 2005.

## Phase de groupes
- Qualifiée pour les demi-finales.
- Qualifiée pour les demi-finales de classement 5 à 8.

### Groupe A
|   | Équipe   | Pts | J | G | N | P | Bp | Bc | Diff |
| - | -------- | --- | - | - | - | - | -- | -- | ---- |
| 1 | Cameroun | 6   | 3 | 3 | 0 | 0 | 92 | 73 | 19   |
| 2 | Angola   | 4   | 3 | 2 | 0 | 1 | 97 | 70 | 27   |
| 3 | Égypte   | 2   | 3 | 1 | 0 | 2 | 79 | 96 | -17  |
| 4 | RD Congo | 0   | 3 | 0 | 0 | 3 | 61 | 90 | -29  |

| Date et Heure       | Équipe 1 | Score   | Équipe 2 |
| ------------------- | -------- | ------- | -------- |
| 9 avril 2004 15h00  | Cameroun | 28 - 27 | Angola   |
| 9 avril 2004 16h00  | Égypte   | 27 - 25 | RD Congo |
| 12 avril 2004 11h00 | Cameroun | 33 - 27 | Égypte   |
| 12 avril 2004 15h00 | Angola   | 32 - 17 | RD Congo |
| 13 avril 2004 16h00 | Angola   | 38 - 25 | Égypte   |
| 13 avril 2004 17h00 | Cameroun | 31 - 19 | RD Congo |

### Groupe B
|   | Équipe        | Pts | J | G | N | P | Bp  | Bc  | Diff |
| - | ------------- | --- | - | - | - | - | --- | --- | ---- |
| 1 | Tunisie       | 6   | 3 | 3 | 0 | 0 | 114 | 65  | 49   |
| 2 | Côte d'Ivoire | 4   | 3 | 2 | 0 | 1 | 108 | 79  | 29   |
| 3 | Congo         | 2   | 3 | 1 | 0 | 2 | 95  | 77  | 18   |
| 4 | Tanzanie      | 0   | 3 | 0 | 0 | 3 | 42  | 138 | -96  |

| Date et Heure       | Équipe 1      | Score   | Équipe 2      |
| ------------------- | ------------- | ------- | ------------- |
| 10 avril 2004 15h00 | Tunisie       | 29 - 24 | Congo         |
| 10 avril 2004 15h00 | Côte d'Ivoire | 44 -    | Tanzanie      |
| 12 avril 2004 17h00 | Côte d'Ivoire | 36 - 32 | Congo         |
| 12 avril 2004 13h00 | Tunisie       | 55 - 13 | Tanzanie      |
| 13 avril 2004 15h00 | Congo         | 39 - 12 | Tanzanie      |
| 13 avril 2004 19h00 | Tunisie       | 30 - 28 | Côte d'Ivoire |

## Phase finale

### Tour final
|  | Demi-finales  | Demi-finales  |                        |      | Finale        | Finale        |
|  | Demi-finales  | Demi-finales  |                        |      | Finale        | Finale        |
|  |               |               |                        |      |               |               |
|  | 16 avril 2004 | 16 avril 2004 |                        |      | 18 avril 2004 | 18 avril 2004 |
|  | 16 avril 2004 | 16 avril 2004 |                        |      | 18 avril 2004 | 18 avril 2004 |
|  | Cameroun      | 27            |                        |      | 18 avril 2004 | 18 avril 2004 |
|  | Cameroun      | 27            |                        |      | 18 avril 2004 | 18 avril 2004 |
|  | Côte d'Ivoire | 25            |                        |      | 18 avril 2004 | 18 avril 2004 |
|  | Côte d'Ivoire | 25            | Cameroun               | 20   |               |               |
|  | 16 avril 2004 |               | Cameroun               | 20   |               |               |
|  |               | Angola        | 31                     |      |               |               |
|  | Angola        | Angola        | 31                     | 31ap |               |               |
|  | Angola        |               |                        | 31ap |               |               |
|  | Tunisie       | 28            |                        |      |               |               |
|  | Tunisie       | 28            | Match pour la 3e place |      |               |               |
|  |               |               |                        |      |               |               |
|  | 17 avril 2004 |               |                        |      |               |               |
|  |               |               |                        |      |               |               |
|  | Côte d'Ivoire | 24            |                        |      |               |               |
|  | Côte d'Ivoire | 24            |                        |      |               |               |
|  | Tunisie       | 22            |                        |      |               |               |
|  | Tunisie       | 22            |                        |      |               |               |

### Matchs de classement 5 à 8
|  | Demi-finales de classement | Demi-finales de classement |                        |    | Match pour la 5e place | Match pour la 5e place |
|  | Demi-finales de classement | Demi-finales de classement |                        |    | Match pour la 5e place | Match pour la 5e place |
|  |                            |                            |                        |    |                        |                        |
|  | 14 avril 2004              | 14 avril 2004              |                        |    | 17 avril 2004          | 17 avril 2004          |
|  | 14 avril 2004              | 14 avril 2004              |                        |    | 17 avril 2004          | 17 avril 2004          |
|  | Congo                      | 34                         |                        |    | 17 avril 2004          | 17 avril 2004          |
|  | Congo                      | 34                         |                        |    | 17 avril 2004          | 17 avril 2004          |
|  | RD Congo                   | 24                         |                        |    | 17 avril 2004          | 17 avril 2004          |
|  | RD Congo                   | 24                         | Congo                  | 32 |                        |                        |
|  | 14 avril 2004              |                            | Congo                  | 32 |                        |                        |
|  |                            | Égypte                     | 20                     |    |                        |                        |
|  | Égypte                     | Égypte                     | 20                     | 37 |                        |                        |
|  | Égypte                     |                            |                        | 37 |                        |                        |
|  | Tanzanie                   | 22                         |                        |    |                        |                        |
|  | Tanzanie                   | 22                         | Match pour la 7e place |    |                        |                        |
|  |                            |                            |                        |    |                        |                        |
|  | 16 avril 2004              |                            |                        |    |                        |                        |
|  |                            |                            |                        |    |                        |                        |
|  | RD Congo                   | 31                         |                        |    |                        |                        |
|  | RD Congo                   | 31                         |                        |    |                        |                        |
|  | Tanzanie                   | 17                         |                        |    |                        |                        |
|  | Tanzanie                   | 17                         |                        |    |                        |                        |

## Statistiques et récompenses

### Équipe-type
L'équipe-type de la compétition est :
- Arrière gauche : Élodie Mambo,  Côte d'Ivoire
- Ailière gauche : Ehsan Abdelmalek,  Égypte[2]
- Pivot : Paula Gondo,  Côte d'Ivoire
- Ailière droite : Filomena Trindade,  Angola
- Arrière droite : Rafika ? Marzouk,  Tunisie
- Demi-centre : Ursule Mbah,  Cameroun[3],[4]
- Gardienne de but : Majotah,  Cameroun

### Meilleurs buteuses
L'Égyptienne Ehsan Abdelmalek a terminé meilleure buteuse.

## Classement final
| Classement                  | Pays          |
| --------------------------- | ------------- |
| Médaille d'or, Afrique      | Angola        |
| Médaille d'argent, Afrique  | Cameroun      |
| Médaille de bronze, Afrique | Côte d'Ivoire |
| 4                           | Tunisie       |
| 5                           | Congo         |
| 6                           | Égypte        |
| 7                           | RD Congo      |
| 8                           | Tanzanie      |